# Tsuney Okazaki
Tsuney Okazaki (sinh ngày 20 tháng 7 năm 1972) là một cầu thủ bóng đá người Brasil.

## Sự nghiệp câu lạc bộ
Tsuney Okazaki đã từng chơi cho Yokohama Marinos.